# Leptocleidia
De Leptocleidia zijn een groep uitgestorven zeereptielen, behorend tot de Plesiosauria, die leefden tijdens het Krijt.
In 2010 benoemden Hilary Ketchum en Roger Benson een klade Leptocleidia als vervanging voor de term Leptocleidoidea, die in 2007 was benoemd voor een materieel identieke groep maar die de uitgang had als van een superfamilie en dat terwijl de groep nu door hun geplaatst werd in een taxon dat, hoewel meestal als onderorde beschouwd, ook al op ~oidea eindigde: de Plesiosauroidea. Dit ervoer men als onzuiver. De Leptocleidia zijn gedefinieerd als de groep bestaande uit de laatste gemeenschappelijke voorouder van Leptocleidus superstes en  Polycotylus latipinnis; en al zijn afstammelingen.
De Leptocleidia zijn bekend van het Berriasien tot het Maastrichtien. Ze omvatten de Leptocleididae en de Polycotylidae, kleinere vormen met vrij korte nekken, die traditioneel tot de Pliosauroidea werden gerekend.
Bij de Leptocleidia raak het bovenkaaksbeen het squamosum, De praemaxillae hebben een richel op de bovenste middenlijn. De tak van de onderkaak heeft een lengterichel op de zijkant. Het opperarmbeen is S-vormig. 